# Slovinsko na Letních olympijských hrách 2016
Slovinsko na Letních olympijských hrách 2016.

## Medailisté
| Medaile | Jméno               | Sport      | Disciplína      |
| ------- | ------------------- | ---------- | --------------- |
| Zlato   | Tina Trstenjaková   | Judo       | Ženy 63 kg      |
| Stříbro | Peter Kauzer        | Kanoistika | Muži slalom K-1 |
| Stříbro | Vasilij Žbogar      | Jachting   | Muži Finn       |
| Bronz   | Anamari Velenšeková | Judo       | Ženy 78 kg      |